# قسم شلاهي الريفي
قسم شلاهي الريفي هي قسم تقع في إيران في Central District of Abadan County. يقدر عدد سكانها بـ 19,299 نسمة .